# Monthly Review
Monthly Review («Ежемесячное обозрение») — североамериканский независимый социалистический журнал, издаётся в Нью-Йорке с момента основания в 1949 году. Является самым долго издающемся социалистическим журналом в США. Связан с издательством Monthly Review Press (издавало книги таких авторов, как Андре Гундер Франк, Самир Амин и Эдуардо Галеано).
Первый номер вышел со статьёй Альберта Эйнштейна «Почему социализм?». В дальнейшем в журнал писали Жан-Поль Сартр, Эрнесто Че Гевара, Уильям Дюбуа, Ноам Хомский, Тарик Али, Джоан Робинсон, Пол Баран, Джеймс Петрас, Адриенна Рич и другие известные авторы.

## История

### Создание
После провала независимой президентской кампании 1948 года Генри А. Уоллеса двое бывших сторонников Уоллеса — Ф. О. Маттиссен и Пол Суизи (бывшие коллеги по Гарвардскому университету) встретились на ферме в Нью-Гэмпшире, где Маттиссен предложил Суизи подписать контракт «с журналом, о котором Суизи и Лео Губерман всегда говорили», выделив сумму в 5000 долларов в год в течение трёх лет. Средства Маттиссена сделали возможным запуск Monthly Review, несмотря на то, наследниками Маттиссена сумма начальных средств была снижена до 4000 долларов в год во второй и третий годы, после его самоубийства в 1950 году.
Хотя Маттиссен был «финансовым ангелом» нового издания, с самого начала редакционной задачей занимались Суизи и его единомышленник, популярный писатель левого толка Лео Губерман. Автор множества книг и брошюр в 1930-х и начале 1940-х годов, Губерман, получивший образование в Нью-Йоркском университете, работал полный рабочий день над Monthly Review с момента его создания до своей смерти от сердечного приступа в 1968 году.
Суизи и Губерман были взаимодополняющими фигурами, руководившими публикацией, при этом Суизи, по большей части, занимался редакцией контента, а Губерман отвечал за деловые и административные аспекты издательства. Суизи оставался дома в Нью-Гэмпшире, раз в месяц приезжая в Нью-Йорк читать отчёты Губермана, об издательских и повседневных процессах журнала вместе со своей женой Герти Губерман и другом семьи Сибил Хантингтон Мэй.
На короткое время к Суизи и Губерману в качестве третьего редактора-основателя Monthly Review (хотя и не указанного в шапке издания) присоединился немецкий эмигрант Отто Натан (1893—1987). Хотя его редакционное сотрудничество с журналом было недолгим, Натан сыграл важную роль в получении того, что станет «основополагающим эссе» для журнала — ведущей статьёй для дебютного номера физика Альберта Эйнштейна за май 1949 года под названием «Почему социализм?»
Ещё одним ключевым вкладчиком в течение первых 15 лет Monthly Review был экономист Пол Бэран, которого часто считают третьим членом редакционной тройки, включая Суизи и Губермана. Штатный профессор Стэнфордского университета, Бэран был одним из очень немногих самопровозглашённых марксистов, которые преподавали экономику в американских университетах в период холодной войны. Бэран тесно сотрудничал со Суизи над книгой под названием «Монополистический капитал», которая считается важной вехой в марксистской теории. Однако, Бэран умер от сердечного приступа так и не дожив до первой публикации работы в 1966 году.
Ежемесячное обозрение было выпущено в 1949 году тиражом всего 450 экземпляров, большинство из которых были розданы знакомыми либо Губермана, либо Суизи. Идеология и читательская аудитория журнала во многом пересекалась с независимой марксистской еженедельной газетой The National Guardian, основанной в 1948 году. Несмотря на консервативный политический климат в Соединённых Штатах, журнал быстро набрал большую массу подписчиков, а его платный тираж вырос до 2500 экземпляров в год. 1950 г. и до 6000 в 1954 г.

### Период Маккарти
В период Маккартизма в начале 1950-х годов редакторы Пол Суизи и Лео Губерман стали жертвами «подрывной деятельности». Дело Суизи, которое рассматривал генеральный прокурор Нью-Гэмпшира, дошло до Верховного суда и стало основополагающим делом о свободе слова, когда суд вынес решение в его пользу. В 1953 году Monthly Review добавило в ряды журнала ветерана-радикала Скотта Ниринга. С того дня и в течение почти 20 лет Ниаринг вёл колонку с описательным названием «Мировые события». В годы правления Трумэна и Эйзенхауэра многие левые интеллектуалы нашли в журнале место для своей работы, в том числе пацифистский активист Стотон Линд (1952 г.), историк Уильям Эпплман Уильямс (1952) и социолог Ч. Райт Миллс (1958).

### Новое левое движение и после
С середины 1960-х радикальная политическая теория возродилась в связи с появлением Новых левых в Европе и Северной Америке. Популярность Monthly Review на фоне этих событий значительно выросла. Оставаясь интеллектуальным журналом, не ориентированным на приобретение массовой читательской аудитории, тираж публикации, тем не менее, рос на протяжении всей этой эпохи, приблизившись к 9100 экземплярам в 1970 году, а затем достиг пика в 11500 экземпляров в 1977 году.
Хотя Monthly Review оставалось, по сути, изданием, уходящим корнями в так называемым «старым левым», оно не вызывало симпатии к молодому радикальному движению, которое росло вместе с Движением за гражданские права и оппозицией призыву на военную службу и войне во Вьетнаме. Среди тех, кто был связан с Новыми левыми 1960-х годов, опубликованными в Monthly Review, были Ч. Райт Миллс, Герберт Маркузе, Тодд Гитлин, Карл Оглсби, Дэвид Горовиц и Ноам Хомский.
В мае 1969 года к редакции Monthly Review присоединился радикальный экономист Гарри Магдофф, сменивший Лео Губермана, умершего в 1968 году. «Сторонники третьего мира» — стало направлением издания, основывавшееся на революционных событиях на Кубе, в Китае и Вьетнаме. Определённое Маоистское влияние давало о себе знать в содержании издания этого периода.
Ежемесячный обзор становился всё более критическим по отношению к Советскому Союзу в 1960-х и 1970-х годах, а редактор Пол Суизи возражал против советского вторжения в Чехословакию в 1968 году и подавления польского профсоюза «Солидарность» посредством введения военного положения в 1981 году. В последнем случае Суизи заявил, что инцидент вне всяких сомнений доказал, что «коммунистические режимы советского блока стали выражением и хранителями новой жёсткой иерархической структуры, не имеющей ничего общего с тем социалистическим обществом, которое марксисты всегда считали как цель современных движений рабочего класса».
Несмотря на очевидный упадок американских левых в 1980-х годах, тираж Monthly Review в течение десятилетия колебался в пределах 8000 экземпляров.
В период с 1997 по 2000 годы Monthly Review редактировали Эллен Мейксинс Вуд, Магдофф и Суизи.

### Публикация сегодня
С 2006 года редактором издания является Джон Беллами Фостер. Бретт Кларк является заместителем редактора, и в журнале также есть один помощник редактора и редакционный комитет.

## Политическая направленность
Ежемесячный обзор уже в первом выпуске подвергал критике тезис о том, что капитализм способен к бесконечному росту благодаря кейнсианской макроэкономической тонкой настройке. Вместо этого редакторы журнала и ведущие авторы остались верны традиционной Марксистской точке зрения, что капиталистическая экономика содержит внутренние противоречия, которые в конечном итоге приведут к её краху и воссозданию на новой социалистической основе. Темы, вызывающие озабоченность редакции, включают бедность, неравное распределение доходов и богатства.
Хотя Monthly Review не возражало против обсуждения эзотерических вопросов социалистической теории, в целом характеризовалось отвращением к доктринерским цитатам из Марксистского канона в пользу анализа реальных экономических и исторических тенденций. Особое внимание уделялось удобочитаемости, а использование академического жаргона не поощрялось.
Редакторы Губерман и Суизи еще в 1952 году утверждали, что масштабные и растущие военные расходы являются неотъемлемой частью процесса капиталистической стабилизации, увеличения прибылей корпораций, повышения уровня занятости и поглощения избыточного производства. Они утверждали, что иллюзия внешней военной угрозы необходима для поддержания этой системы приоритетов в государственных расходах; следовательно, редакторы приложили усилия, чтобы бросить вызов доминирующей парадигме холодной войны «Демократия против коммунизма» в материалах, опубликованных в журнале.
В редакции Monthly Review предлагало критическую поддержку Советского Союза в первые годы его существования, хотя со временем журнал стал всё более критически относиться к советской приверженности социализму и мирному сосуществованию, видя, что эта страна играет более или менее консервативную роль в мире, отмеченным национальными революционными движениями. После китайско-советского раскола 1960-х годов Суизи и Губерман вскоре пришли к выводу, что Китайская Народная Республика является фактическим центром мирового революционного движения.
Monthly Review никогда не ассоциировался с каким-либо конкретным революционным движением или политической организацией. Многие из его статей были написаны учёными, журналистами и внештатными общественными деятелями, в том числе Альбертом Эйнштейном, Тариком Али, Изабель Альенде, Самиром Амином, Джулианом Бондом, Мэрилин Бак, Г. Гандер Франк, Эдуардо Галеано, Че Гевара, Лоррейн Хэнсберри, Эдвард С. Херман, Эрик Хобсбаум, Майкл Клэр, Сол Ландау, Майкл Паренти, Роберт В. МакЧесни, Ральф Милибэнд, Мардж Пирси, Фрэнсис Фокс Пивен, Эдриэнн Рич, Жан-Поль Сартра, Дэниела Сингера, Э. П. Томпсона, Иммануила Валлерстайна и Рэймонда Уильямса.
В 2004 году редактор Monthly Review Джон Беллами Фостер сказал The New York Times: «Monthly Review … был и остаётся марксистским, но не придерживался линии партии и не ввязывался в межконфессиональную борьбу».

## Неанглийские издания
Помимо американского журнала существует семь дочерних изданий Monthly Review. Они издаются в Греции; Турция; Испания; Южная Корея; а также отдельные издания на английском, хинди и бенгали в Индии.

## Monthly Review Press
Предприятие Monthly Review Press было создано в 1951 году в ответ на неспособность независимого левого журналиста И. Ф. Стоуна найти издателя для своей книги «Скрытая история Корейской войны». Работа Стоуна, в которой утверждалось, что всё ещё продолжающаяся Корейская война не была простой коммунистической военной агрессией, а скорее была результатом политической изоляции, наращивания вооружённых сил Южной Кореи и пограничных провокаций, стала первым названием, предложенным аффилированным издателем в 1952 году.
Гарри Браверман (автор «Труд и монополистический капитал») стал директором Monthly Review Press в 1967 году. Нынешним директором издательства является Майкл Д. Йейтс (автор книги «Naming the System»). Monthly Review Press также является американским издателем The Socialist Register, ежегодного британского издания с 1964 года, которое содержит актуальные эссе, написанные радикальными учёными и активистами, частично под редакцией покойного Лео Панича.
Заголовки, опубликованные прессой в годы её становления, включают «Мы, люди: драма Америки» Лео Губермана (1932 г.), «Нефтяная империя» Харви О’Коннора (1955 г.), «Политическая экономия роста» Пола Бэрана. (1957), Сознание: философия и идеология деколонизации и развития с особым упором на африканскую революцию Кваме Нкрума (1959), Каста, класс и раса Оливера Кромвеля Кокса (1948/1959), Капитализм и отсталость в Латинской Америке: исторический Исследования Чили и Бразилии Андре Гундера Франка (1962), Соединённых Штатов, Кубы и Кастро Уильяма Эпплмана Уильямса (1963), анархизма Даниэля Герена (1965), Fanshen: документальный фильм о революции в китайской деревне. Уильяма Хинтона (1966), «Монополия Капитал» Пола А. Барана и Пола М. Суизи (1966), «Революция и эволюция в двадцатом веке» Джеймса Боггса и Грейс Ли Боггс (1969), Национальный вопрос: избранные произведения Роза Люксембург (1971), Бедность теории и O Эссе Э. П. Томпсона (1973 г.), английский перевод книги Эдуардо Галеано «Открытые вены Латинской Америки» (1973 г.), некролог Пуэрто-Рико Педро Пьетри (1973 г.), «Единство и борьба: речи и сочинения Амилкара Кабрала» (1974 г.), «Спикс» Педро Хуана Сото (1974 г.), «Неравное развитие» [29] Самира Амина (1976 г.), «Арабы в Израиле» Сабри Джирииса (1976 г.), «Об образовании: статьи по теории образования и педагогике» и "Писания для детей из «Золотой век» Хосе Марти под редакцией Эрика Фонера (1979), «Диктатура пролетариата» от Маркса до Ленина Хэла Дрейпера (1982), «Бедные и бессильные: экономическая политика и перемены в Карибском бассейне» Клайв Ю. Томас, Колумб: Его предприятие: Разрушение мифа Ганса Конинга (1987) и Европоцентризм [30] (1989) Самира Амина.
В последующие годы в Monthly Review Press были опубликованы такие заголовки, как «Рассуждения о колониализме» Эме Сезера (1995), «Воспоминания о кубинской войне за независимость» Че Гевары (1994), «Гаити: государство против нации» Мишеля-Рольфа Труйо (1996), «Проблема СМИ: коммуникационная политика США в двадцать первом веке» Роберта У. Макчесни (2000 г.), «К открытой гробнице: кризис израильского общества» Мишеля Варшавски (2000 г.), «Биология под влиянием» Ричарда Левонтина и Ричарда Левинса (2007 г.), «Уолтер А. Родни: обещание революции» Клермонта Чанга (2008 г.), «Великий финансовый кризис» [33] Фреда Магдоффа и Джона Беллами Фостера (2009 г.), «Дефицит образования в Америке и война» «Молодежь» Генри А. Жиру (2013 г.), «Большие фермы вызывают большой грипп: сообщения об инфекционных заболеваниях, агробизнесе и природе науки» Роба Уоллеса (2016 г.), «Борьба с двумя колониализмами: женщины в Гвинее-Бисау» Стефани Дж. Урданг (1975/2017), Рассвет Апокалипсиса: Корни Сла очень, «Превосходство белых», «Поселенческий колониализм и капитализм в долгом шестнадцатом веке» Джеральда Хорна (2020), а также «Экология Маркса», «Возвращение природы» и другие названия редактора журнала Monthly Review Джона Беллами Фостера.

## MRzine
С 2005 по 2016 год Monthly Review публиковал связанный веб-сайт MRzine. При закрытии Monthly Review объявил, что будет вести онлайн-архив сайта.

## Цитируемость
Согласно Journal Citation Reports, импакт-фактор журнала в 2014 г. составил 0,460, что ставит его на 107-е место из 161 журнала в категории «Политология».

## Редакторы
В шапке журнала Monthly Review Magazine было указано шесть редакторов:
- Пол Суизи (1949—2004)
- Лео Губерман (1949—1968)
- Гарри Магдоф (1969—2006)
- Эллен Мейскинс Вуд (1997—2000)
- Роберт Макчесни (2000—2004)
- Джон Беллами Фостер (с 2000)

Гарри Браверман стал директором Monthly Review Press в 1967 году, а нынешним директором Press является Майкл Д. Йейтс.